# Pisa Società Calcio Femminile
Il Pisa Società Calcio Femminile è stata una società di calcio femminile con sede nella città di Pisa. La squadra, dai colori sociali nero e azzurro, ha partecipato per sette stagioni consecutive alla Serie A, massima serie del campionato italiano femminile di calcio.

## Storia
Il club venne fondato con il nome di Pisa Società Calcio Femminile (Pisa S.C.F.) nel 1986 dalla trasformazione della squadra del quartiere "Pisanova", fondata nel 1984. I colori sociali adottati erano il nero e l'azzurro a strisce verticali, in sostituzione del bianco e rosso della squadra d'origine e la sede sociale viene posta in via Cisanello. Presidente del sodalizio era Luciano Berretta, mentre il segretario e direttore generale era Stefano Pellegrini.
La squadra venne iscritta ai campionati regionali toscani, venendo subito promossa in Serie B per la stagione 1987-1988. La prima partecipazione a un campionato nazionale si concluse con un nono posto nel girone B e con la conseguente retrocessione in Serie C. Seguirono quattro stagioni nei campionati regionali e nel 1992 ci fu il ritorno in Serie B. Nella Serie B 1992-1993 il Pisa concluse al terzo posto nel girone B, a due soli punti di distanza dal secondo posto che consentiva la disputa dello spareggio promozione. Nella stagione successiva il Pisa concluse al primo posto il girone B a pari punti con il Gravina in Puglia: lo spareggio promozione, disputato a Lanuvio il 1º maggio 1994, vide le pisane superare per 4-1 le pugliesi, conquistando così la promozione in Serie A, massima serie nazionale.
La stagione d'esordio in Serie A si concluse con un quinto posto finale. All'inizio della stagione 1995-1996 il club affiancò lo sponsor "Il Fotoamatore" alla sua denominazione, sponsorizzazione che continuò anche nelle due stagioni consecutive. Nelle sue sette partecipazioni consecutive al campionato di Serie A (dal 1994-1995 al 2000-2001) il Pisa raggiunse i migliori risultati con due terzi posti nelle stagioni 1997-1998 e 1999-2000. Nel dicembre 1997 il presidente Luciano Berretta nominò Romeo Anconetani presidente onorario della società. All'inizio della stagione 1997-1998 il presidente Luciano Berretta, a seguito di contrasti con la Divisione Calcio Femminile, lasciò la presidenza della società a Galeno Bianchi.
La stagione 2000-2001 venne conclusa al nono posto con un punto di penalizzazione perché la squadra non si presentò sul campo della Torres Fo.S. per l'ultima giornata di campionato. Pochi giorni dopo la fine del campionato la società comunicò la rinuncia all'iscrizione al campionato di Serie A per la stagione successiva, preferendo iscriversi al campionato di Serie B.
Nel campionato di Serie B 2001-2002 il Pisa concluse all'ultimo posto il girone C con due soli punti e due punti di penalizzazione, venendo così retrocesso in Serie C regionale. Negli stessi anni emergeva un'altra realtà locale, il Vecchiano Calcio Femminile, che nel 2005 mutò la propria denominazione in Pisa Calcio Femminile, a seguito della scomparsa del Pisa S.C.F.

## Palmarès

### Competizioni nazionali
- Campionato italiano di Serie B: 1

1993-1994 (girone B)

### Altri piazzamenti
- Campionato italiano:

Terzo posto: 1997-1998, 1999-2000

## Statistiche

### Partecipazione ai campionati
| Livello | Categoria | Partecipazioni | Debutto   | Ultima stagione | Totale |
| ------- | --------- | -------------- | --------- | --------------- | ------ |
| 1º      | Serie A   | 7              | 1994-1995 | 2000-2001       | 7      |
| 2º      | Serie B   | 4              | 1987-1988 | 2001-2002       | 4      |